# Livia Orestilla
Livia Orestilla (oder Cornelia Orestilla, auch Orestina) war eine römische Patrizierin, die 37 oder 38 n. Chr. für einige Tage die zweite Frau des römischen Kaisers Caligula war. 
Sie war Tochter des Publius Cornelius Orestinus. Sie sollte zunächst mit Gaius Calpurnius Piso verheiratet werden, doch noch während der Hochzeitszeremonie erzwang Caligula die Scheidung, um sie selbst zu ehelichen. Als äußeren Vorwand machte er eine angebliche altrömische Tradition geltend und berief sich auf einen der sagenhaften Gründer Roms, Romulus, sowie auf den ersten Kaiser des römischen Reiches, Augustus. Beide hätten ihre Frauen ebenfalls von anderen Männern gestohlen. Wenige Tage nach der erzwungenen Hochzeit ließ er sich von Livia wieder scheiden. 
Zwei Monate (Cassius Dio) oder Jahre (Sueton) später wurde sie zusammen mit Gaius Calpurnius Piso von Caligula verbannt, weil dieser Livia verdächtigte, zu ihrem ursprünglichen Ehemann zurückgekehrt zu sein. Vielleicht ist sie die Ehefrau, von der Tacitus schreibt, dass Pisos Liebe zu ihr wohlbekannt sei.